# Reazione a catena - L'intesa vincente
Reazione a catena - L'intesa vincente è un programma televisivo italiano di genere game show, in onda su Rai 1 dal 2 luglio 2007 nella fascia preserale. È registrato nello studio 2 del Centro di produzione Rai di Napoli, in onda durante il periodo estivo (nel 2022 e nel 2024 fino al periodo autunnale e nel 2023 fino al periodo invernale), in sostituzione del game show L'eredità.
Il game show dal 2007 al 2009 è stato condotto da Pupo, dal 2010 al 2013 da Pino Insegno, dal 2014 al 2017 da Amadeus, nel 2018 da Gabriele Corsi e dal 2019 al 2024 da Marco Liorni. Dal 2024 è condotto nuovamente da Pino Insegno.

## Il programma
Il programma ha un forte richiamo all'enigmistica. In tutti i giochi i concorrenti devono scoprire associazioni tra parole e frasi con lo scopo di completare una "catena di parole", in base a significati comuni, proverbi, aforismi, titoli di film o di libri e così via. Il programma richiede dunque ai concorrenti una buona preparazione in materia di cultura generale e una valida padronanza della lingua italiana.

### Modalità di gioco
Al gioco partecipano due squadre (distinguibili dai colori blu e arancione, che indicano rispettivamente i campioni in carica e gli sfidanti), ciascuna con un proprio nome, formate da tre persone ciascuna, legate tra loro da un rapporto di amicizia, parentela o appartenenza a determinate categorie di lavoro. Dopo una breve presentazione dei concorrenti, inizia la fase di gioco, composta da otto prove (sette dalla seconda alla quattordicesima edizione, sei nella prima edizione). La squadra che vince la puntata torna in quella successiva in qualità di campione in carica.

### Musiche
Dalla seconda edizione (2008), la sigla del programma è Ghiagandé, scritta e composta dal maestro Pinuccio Pirazzoli, il cui testo, come afferma lo stesso autore, ha un significato nonsense, poiché, in un programma nel quale si gioca con le parole, era poco indicato inserire un testo con un preciso significato. Le musiche di sottofondo per i giochi sono state anch'esse composte dal maestro Pinuccio Pirazzoli.

## Edizioni
| Edizione | Periodo        | Periodo           | Conduzione     | Puntate   | Puntate      | Regia              | Regia              | Studio di produzione                            |
| Edizione | Inizio         | Fine              | Conduzione     | Preserale | Prima serata | Regia              | Regia              | Studio di produzione                            |
| -------- | -------------- | ----------------- | -------------- | --------- | ------------ | ------------------ | ------------------ | ----------------------------------------------- |
| 1ª       | 2 luglio 2007  | 31 agosto 2007    | Pupo           | 61        | –            | Maurizio Pagnussat | Maurizio Pagnussat | Teatro 13 di Cinecittà, Roma                    |
| 2ª       | 14 luglio 2008 | 13 settembre 2008 | Pupo           | 62        | –            | Maurizio Pagnussat | Maurizio Pagnussat | Teatro 13 di Cinecittà, Roma                    |
| 3ª       | 29 giugno 2009 | 5 settembre 2009  | Pupo           | 69        | –            | Maurizio Pagnussat | Maurizio Pagnussat | Teatro 13 di Cinecittà, Roma                    |
| 4ª       | 21 giugno 2010 | 11 settembre 2010 | Pino Insegno   | 82        | –            | Jocelyn Hattab     | Jocelyn Hattab     | Teatro 13 di Cinecittà, Roma                    |
| 5ª       | 13 giugno 2011 | 3 settembre 2011  | Pino Insegno   | 83        | –            | Jocelyn Hattab     | Jocelyn Hattab     | Teatro 13 di Cinecittà, Roma                    |
| 6ª       | 16 giugno 2012 | 8 settembre 2012  | Pino Insegno   | 85        | –            | Jocelyn Hattab     | Jocelyn Hattab     | Studio 2 del Centro di produzione Rai di Napoli |
| 7ª       | 27 maggio 2013 | 15 settembre 2013 | Pino Insegno   | 112       | –            | Jocelyn Hattab     | Jocelyn Hattab     | Studio 2 del Centro di produzione Rai di Napoli |
| 8ª       | 1º giugno 2014 | 13 settembre 2014 | Amadeus        | 105       | –            | Jocelyn Hattab     | Jocelyn Hattab     | Studio 2 del Centro di produzione Rai di Napoli |
| 9ª       | 31 maggio 2015 | 20 settembre 2015 | Amadeus        | 112       | 1            | Jocelyn Hattab     | Jocelyn Hattab     | Studio 2 del Centro di produzione Rai di Napoli |
| 10ª      | 30 maggio 2016 | 1º ottobre 2016   | Amadeus        | 122       | 3            | Stefano Vicario    | Stefano Vicario    | Studio 2 del Centro di produzione Rai di Napoli |
| 11ª      | 5 giugno 2017  | 19 settembre 2017 | Amadeus        | 101       | 3            | Stefano Vicario    | Stefano Vicario    | Studio 2 del Centro di produzione Rai di Napoli |
| 12ª      | 4 giugno 2018  | 23 settembre 2018 | Gabriele Corsi | 112       | –            | Claudia De Toma    | Claudia De Toma    | Studio 2 del Centro di produzione Rai di Napoli |
| 13ª      | 3 giugno 2019  | 24 settembre 2019 | Marco Liorni   | 109       | –            | Claudia De Toma    | Claudia De Toma    | Studio 2 del Centro di produzione Rai di Napoli |
| 14ª      | 29 giugno 2020 | 27 settembre 2020 | Marco Liorni   | 90        | –            | Claudia De Toma    | Claudia De Toma    | Studio 2 del Centro di produzione Rai di Napoli |
| 15ª      | 7 giugno 2021  | 26 settembre 2021 | Marco Liorni   | 100       | –            | Amedeo Gianfrotta  | Amedeo Gianfrotta  | Studio 2 del Centro di produzione Rai di Napoli |
| 16ª      | 6 giugno 2022  | 30 ottobre 2022   | Marco Liorni   | 143       | –            | Amedeo Gianfrotta  | Amedeo Gianfrotta  | Studio 2 del Centro di produzione Rai di Napoli |
| 17ª      | 19 giugno 2023 | 1º gennaio 2024   | Marco Liorni   | 195       | 2            | Amedeo Gianfrotta  | Amedeo Gianfrotta  | Studio 2 del Centro di produzione Rai di Napoli |
| 18ª      | 3 giugno 2024  | 2 novembre 2024   | Pino Insegno   | 152       | –            | Amedeo Gianfrotta  | Laura De Stefano   | Studio 2 del Centro di produzione Rai di Napoli |
| 19ª      | 8 giugno 2025  | in corso          | Pino Insegno   | 74        | –            | Laura De Stefano   | Laura De Stefano   | Studio 2 del Centro di produzione Rai di Napoli |

## Prove del gioco

### Prove nella prima edizione (2007)

Il logo della prima versione, basato sulla versione del 2006 condotta da Dylan Lane e trasmessa negli Stati Uniti dalla Sony Pictures Television.

Nella prima edizione le prove erano le seguenti: 
Il terno secco: In questo gioco i concorrenti, per vincere 10000 €, devono risolvere, in due manche, una sequenza di tre parole misteriose basate su un argomento definito. Ai concorrenti vengono fornite le lettere iniziali e finali di ciascuna parola e in caso di errore la mano passa agli avversari che godono di un'ulteriore lettera e così via finché non si indovinano le tre parole. 
La combinazione: Questo gioco si svolge in due manche. Su un video wall verticale presente in studio appaiono sei casseforti virtuali (A, B, C, D, E, F): la squadra in vantaggio sceglie quale aprire, indovinando una combinazione di tre numeri ottenuta come risposta a tre opzioni. Se la squadra non indovina la combinazione, la mano passa alla squadra avversaria. Il montepremi in palio può variare tra i 10 000 e i 15000 € a seconda della cassetta aperta. 
Una tira l'altra (x3): Stesso meccanismo delle edizioni successive, con alcune modifiche apportate nelle stagioni seguenti tra cui il numero di catene che nella prima edizione era di 3 mentre dalla seconda è ridotto a 2. 
L'intesa vincente: Stesso meccanismo delle edizioni successive, con alcune modifiche apportate nelle stagioni seguenti. 
L'ultima catena: Il totale viene ripartito in percentuali decrescenti che compaiono sul video wall alle spalle del conduttore, disposti a scala: 100%, 50%, 25%, 15%, 10%, 5%, 3%, 1% e 0. Il punto di partenza è dato dal numero di parole indovinate nel quarto gioco: più ne sono state indovinate, più è alta la percentuale iniziale. Lo scopo del gioco è quello di indovinare un numero massimo di sei parole indovinando quella che si lega logicamente a due parole date. In caso di risposta corretta, si sale di un gradino nella scala percentuale, altrimenti si scende di un gradino, ottenendo in cambio una lettera di aiuto per la parola mancante. Per ogni risposta sono consentiti al massimo due errori; al terzo errore si finisce all'ultimo gradino della scala, ossia allo 0. È prevista anche la possibilità di ottenere, in modo casuale, una "parola d'oro", che, in caso di risposta esatta, porta al massimo della vincita. Alla sesta e ultima parola viene offerta ai concorrenti una chance (come per esempio “Sali di tre caselle” incrementando il montepremi) che si può accettare o meno. Se si accetta, si sale del numero di caselle offerte e bisogna dare subito la risposta ma in caso di errore si perde tutto; se invece non si accetta, il gioco prosegue con la modalità precedente anche per l'ultima parola. Le lettere in aiuto possono variare a seconda della percentuale corrispondente: da 0% a 10% vengono date in aiuto 2 lettere, da 15% a 50% viene data in aiuto una sola lettera, mentre a 100% nessuna.

### Prove dalla seconda edizione (2008-oggi)
Dalla seconda edizione le prove sono state modificate come segue (più precisamente il gioco Zot è stato introdotto nel 2021, Quattro per una nel 2023 mentre Le parole mancanti e La sillaba fortunata nel 2025):
Le parole mancanti: Dal 2025 è il nuovo gioco iniziale al posto di Caccia alla parola. Il conduttore legge una notizia di giornale omettendo sei parole. Le squadre devono indovinare tali parole di cui vengono gradualmente visualizzate le varie lettere, prenotandosi al pulsante. La squadra che indovina una parola guadagna 2 000 €.
La catena musicale (x2): La prova consiste nell'indovinare il titolo di una canzone di cui viene fatta sentire la base, suonata inizialmente da un solo strumento musicale, completando una catena formata da sette parole. Si giocano due manches e quindi due catene per altrettante due canzoni. Per ogni parola da indovinare viene presentata la prima lettera e la squadra di turno deve indovinare quale sia, sapendo che essa è legata per associazione con la parola precedente. La prima parola della catena, che viene data scoperta, costituisce anche un indizio per indovinare la canzone. La squadra che indovina la parola guadagna 2 000 € e può riascoltare la base della canzone, alla quale viene aggiunto un altro strumento. Se invece non viene indovinata la parola, viene aggiunta una lettera alla parola da indovinare e il turno passa alla squadra avversaria.Dopo aver ascoltato la base, la squadra di turno può tentare di dare il titolo della canzone. Se si indovina prima della fine della catena, si vince la manche, aggiudicandosi 2000 € per ogni parola della catena non ancora indovinata più 5000 € di bonus; se non si indovina, si "regalano" 2 000 € e la mano passa alla squadra avversaria. Se invece la squadra non è in grado di dire il titolo, si ritorna a scalare la catena. Qualora si arrivi alla fine della catena, la squadra che ha trovato l'ultima parola ascolta la base con tutti e sette gli strumenti, dopodiché può provare ad indovinare il titolo della canzone, vincendo il bonus di 5000 € se la risposta è esatta e regalandolo agli avversari in caso di errore. In alternativa, la squadra può passare la mano agli avversari: se la squadra avversaria indovina il titolo della canzone si aggiudica il bonus, altrimenti i soldi vanno alla squadra che ha trovato l'ultima parola della catena. A partire dalla sedicesima edizione, dopo la quarta parola, alle squadre viene dato come ulteriore indizio, l'anno di pubblicazione della canzone da indovinare. A partire dal 2024, oltre alla catena musicale, vi è anche la catena cinematografica che segue le stesse regole di quest’ultima con la differenza che la squadra deve indovinare il film da cui è tratta la colonna sonora. Dal 2025, le due catene sono intramezzate dal gioco La sillaba fortunata.
La sillaba fortunata: Dal 2025 è un gioco intermedio tra le due catene musicali. Le squadre devono indovinare quale sillaba si adatta a una parola, prenotandosi al pulsante per poi scoprire la parola corrispondente alla sillaba. Se la squadra indovina la sillaba continua il gioco, mentre in caso di errore la mano passa alla squadra avversaria. In totale ci sono sette sillabe e, la squadra che indovina la settima sillaba, vince 5 000 €.
Una tira l'altra/zip (x2): Alle due squadre vengono fornite la prima e l'ultima parola di una catena formata da sette parole. La squadra di turno può decidere all'inizio da quale parola partire per ricomporre la catena, e le viene fornita l'iniziale della parola da indovinare. Ad ogni risposta corretta si vincono 3000 € nella prima manche e 5000 € nella seconda, con la possibilità di andare avanti e scegliere da dove partire; ad ogni errore la mano passa alla squadra avversaria e viene aggiunta una lettera alla parola da indovinare. La squadra che chiude la catena ha la possibilità di guadagnare altri soldi (15000 € nella prima manche e 20000 € nella seconda) grazie a una seconda catena formata da quattro caselle, detta zip, dove vengono fornite la prima e l'ultima parola e le iniziali delle altre due parole. La squadra ha a disposizione dieci secondi per indovinare entrambe le parole mancanti, dopodiché può scegliere se provare a risolvere la zip, vincendone il valore in caso di risposta esatta e regalandolo agli avversari se la risposta è errata. In alternativa, i concorrenti possono decidere di passare la mano agli avversari, ai quali vengono fornite altre due lettere alle parole mancanti e altri dieci secondi per indovinare: se la squadra avversaria risolve la zip se ne aggiudica il valore, altrimenti la vincita va alla squadra che ha chiuso la catena iniziale. Fino al 2024, questo gioco era preceduto dal Quando, dove, come, perché mentre dal 2025 le due catene vengono intramezzate da quest'ultimo gioco e dal Quattro per una.
Quando, dove, come, perché: I componenti delle due squadre devono indovinare una parola, seguendo una serie di indizi che descrivono "quando", "dove", "come" e "perché" relativi al termine da indovinare. Come in Caccia alla parola, i concorrenti si prenotano con il pulsante finché non viene data la risposta esatta. La squadra il cui componente indovina la parola guadagna 4000 €. Se si riesce a indovinare con un solo indizio, cioè al "quando", si guadagnano 8000 € (nelle prime quattro edizioni anche se si indovinava al primo indizio si ottenevano 3000 €). Il gioco è composto da due manche (sei nelle prime quattro edizioni, quattro dalla quinta alla sedicesima edizione e tre dalla diciassettesima alla diciottesima edizione). Dal 2025, insieme al Quattro per una intramezza le due catene di Una tira l'altra (fino al 2024 invece lo precedeva).
Quattro per una: Dal 2023 viene introdotto questo nuovo gioco, articolato in una sola manche. L'obiettivo è quello di riuscire a indovinare a cosa si riferiscono una serie di 4 indizi che, una volta nominati progressivamente da parte del conduttore, definiscono un oggetto, un personaggio o un evento. A differenza del gioco Quando, dove, come, perché, questi indizi non seguono un ordine o una logica prestabilita. L'unica modalità nella quale viene data la risposta è tramite il punto interrogativo, il quale può svelare sia una parola che una locuzione (cioè un insieme di due o più parole). Ognuno dei tre concorrenti delle due squadre è dotato di un pulsante da premere allo scopo di prenotarsi. Se la risposta è corretta la squadra si aggiudica 8000 €.
Zot: Dal 2021, a questo gioco partecipa solo la squadra in svantaggio al termine della precedente manche. In questa prova, i membri della squadra giocano singolarmente e devono indovinare entro 10 secondi una parola legata da due vocaboli, di cui vedono l'iniziale, prenotandosi al pulsante. Se la risposta è esatta, la squadra guadagnerà 5 secondi in più nel gioco de L'intesa vincente e la squadra avversaria ne perderà 5. In caso di errore o di risposta fuori tempo, la squadra in svantaggio perderà 5 secondi nella manche successiva.
L'intesa vincente: Il gioco consiste nell'indovinare più parole possibili in 60 secondi (e dal 2021, anche 65 o 55, a seconda della performance nella Zot). Per ogni squadra, due concorrenti sono posizionati in piedi, mentre il terzo è seduto in mezzo a loro. I due concorrenti in piedi devono formulare una domanda, pronunciando alternativamente una sola parola a testa, per far indovinare al terzo concorrente una determinata parola. Il terzo concorrente ha di fianco un pulsante, quando pensa di aver indovinato la parola deve premerlo e dare la risposta entro tre secondi. Nella formulazione delle domande ci sono alcune regole:
- durante la formulazione della domanda può essere pronunciata una sola parola, ad eccezione dei termini composti (come "Emilia-Romagna" o le parole con apostrofo come "l'acqua" o "cos'è"); inoltre, tra una parola e l'altra non possono trascorrere più di 5 secondi;
- dopo che il terzo concorrente ha premuto il pulsante, gli altri compagni non possono più parlare;
- non sono ammessi vocaboli che contengano la radice della parola da indovinare.

Fino all'edizione 2021, durante la formulazione della domanda non erano ammessi sinonimi della parola da indovinare; dall'edizione successiva, tale regola è stata abolita. La domanda che viene formulata deve, inoltre, essere il più possibile strutturata, in modo da essere grammaticalmente corretta; se viene posta sotto forma di "telegramma", ovvero la frase che risulta non ha un senso compiuto, la squadra viene ammonita la prima volta, e i "telegrammi" successivi verranno considerati errori. I concorrenti che formulano la domanda hanno a disposizione tre "passo", pronunciato il quale viene fermato il tempo e il gioco continua con la parola successiva. Ogni risposta corretta vale un punto, mentre ad ogni errore, ovvero infrazione alle regole sopra dette, risposta errata o data fuori tempo, si retrocede di un punto. Dal 2019 viene introdotta la possibilità, per due volte durante la manche, di giocare per il raddoppio, in base al quale le risposte date hanno valore doppio: +2 punti in caso di risposta esatta, -2 punti in caso di errore. Al termine del gioco la squadra che ha indovinato il maggior numero di parole vince la puntata. Dalla seconda edizione, al termine del gioco al premio finale di 30000 € vengono aggiunti 1000 € per ogni parola indovinata. In caso di parità è previsto uno spareggio. Entrambe le squadre hanno a disposizione 15 secondi per indovinare la parola:
- se entrambe le squadre indovinano, vince quella che ha impiegato meno tempo;
- se una squadra sbaglia o commette un errore e l'altra indovina, vince quest'ultima;
- se entrambe le squadre sbagliano oppure indovinano impiegando il medesimo tempo, si prosegue ad oltranza fino a quando una delle due supera la prova.

L'ultima catena / L'ultima parola: Viene presentata una schermata dove vi sono dall'alto in basso quindici caselle contenenti una serie di parole. Le caselle in posizione dispari sono scoperte, quelle in posizione pari sono oscurate. Il compito dei giocatori sarà di trovare le parole mancanti, sapendo che ogni parola da scoprire è legata per associazione con le altre due che si trovano rispettivamente sopra e sotto di essa. Sono presenti due fasi di gioco: giocata singola per le prime sei parole della catena, in cui ogni concorrente deve dare la risposta in totale autonomia senza potersi consultare coi compagni (ad eccezione di quando si gioca il jolly), e la giocata di gruppo per l'ultima parola, in cui i concorrenti possono scambiarsi idee e suggerimenti. Per ogni parola da trovare, viene fornita l'iniziale, dopodiché si hanno a disposizione dieci secondi:
- se il concorrente indovina, il montepremi rimane intatto e il turno di gioco passa al compagno a fianco per la parola successiva;
- se il concorrente sbaglia, il montepremi viene dimezzato e la risposta deve essere data dal compagno a fianco, al quale viene fornita un'ulteriore lettera per indovinare;
- se al secondo tentativo non si indovina la parola, essa viene scoperta automaticamente e il montepremi viene ulteriormente dimezzato.

Durante questa fase si hanno a disposizione due jolly: quando un concorrente decide di giocarne uno, viene aggiunta una lettera alla parola senza dimezzamento del montepremi. Fino alla prima parte dell'edizione 2016, quando il concorrente giocava il jolly, la mano passava al compagno a fianco e spettava a lui dare la risposta. Dalla seconda parte della decima edizione, il concorrente che gioca il jolly mantiene il diritto di rispondere e può anche consultarsi ad alta voce con i compagni. Può giocare il jolly soltanto il concorrente cui viene data la lettera iniziale della parola.
Alla fine di questa fase, il montepremi residuo è il valore dell'ultima parola, che i concorrenti dovranno indovinare nella giocata di gruppo, durante la quale possono consultarsi fra loro a voce alta. Vengono visualizzate le ultime tre caselle:
- quella più in alto è scoperta;
- quella più in basso, definita come terzo elemento, è coperta;
- quella di mezzo contiene le prime due lettere iniziali e la lettera finale della parola da indovinare, senza alcuna indicazione sulla lunghezza della parola.

I concorrenti hanno a disposizione un minuto per individuare la parola contenuta nella casella di mezzo, sempre per associazione con la parola scoperta. Se allo scadere del tempo non sono in grado di dare la risposta, possono comprare il terzo elemento, cioè chiedere di scoprire la parola della terza casella dimezzando il montepremi, avendo così a disposizione un ulteriore indizio. Comprando il terzo elemento si hanno a disposizione altri venti secondi: se la parola viene indovinata la squadra vince la somma, in caso contrario non vince nulla. In ogni caso, i concorrenti campioni in carica ritornano di diritto nella puntata successiva. Dalla diciottesima edizione, se la squadra non gioca i jolly fino all'ultima parola, avrà diritto a scoprire gratis il terzo elemento senza dimezzare il proprio montepremi.

### Prove passate
Caccia alla parola: gioco iniziale utilizzato dalla seconda alla diciottesima edizione. Di fronte ai concorrenti compariva una schermata dietro cui si celava una parola misteriosa, le cui lettere venivano scoperte una dopo l'altra in ordine casuale; quando un concorrente pensava di sapere quale sia la parola, poteva prenotarsi premendo il pulsante. Se la parola veniva indovinata, la squadra il cui componente dà la risposta esatta guadagnava 2000 €; se dopo aver premuto il pulsante si sbagliava o non si rispondeva, tutti i concorrenti tornavano in gioco e si continuava a scoprire ulteriori lettere fino alla risoluzione.
Mischia zip: La prova consisteva nell'ordinare le parole date dal presentatore in modo da formare una catena. Veniva data una parola iniziale e altre quattro, numerate, in modo sparso e prive di collegamenti logici tra loro. Le squadre, prenotandosi, dovevano provare ad ordinare nel modo corretto le parole per aggiudicarsi la mano di gioco per La catena musicale successiva. Questa prova è stata presente solo nelle due puntate speciali in prima serata della diciassettesima edizione intitolate "Tutti giocano a Reazione a Catena".

## Format
Il programma è il frutto della fusione di due format della Sony Pictures Television International: Chain Reaction (trasmesso dalla NBC nel 1980, da Global dal 1986 al 1991, e da GSN dal 2006) e Combination Lock. Il format è realizzato da Sony Pictures Television e la Rai sotto la supervisione di Francesco Ricchi e Stefano Santucci. Gli autori sono Tonino Quinti, Stefano Santucci (che ha ideato i giochi Caccia alla parola e Quando, dove, come, perché), Francesco Ricchi e Ivo Pagliarulo, scritto con Giancarlo Antonini, Simona Forlini, Christian Monaco e Alessandro Venditti, in collaborazione con Marzia Fiori Andreoni, Francesco Lancia, Alessandra Pagliacci, Simona Riccardi, Paolo Fichera e Giusy Andreano. La regia è stata affidata a Maurizio Pagnussat nelle prime tre edizioni (2007-2009), dalla quarta alla nona (2010-2015) a Jocelyn Hattab, nella decima e nell'undicesima (2016-2017) a Stefano Vicario dalla dodicesima alla quattordicesima (2018-2020) a Claudia De Toma, dalla quindicesima al primo mese della diciottesima (2021-2024) ad Amedeo Gianfrotta, scomparso all'età di soli 59 anni e dalla fine del primo mese della diciottesima (dal 2024) a Laura De Stefano. Nelle prime cinque edizioni (2007-2011) il programma è stato registrato a Roma nel Teatro 13 di Cinecittà; dalla sesta in poi (2012) le riprese si svolgono nello Studio 2 del Centro di produzione Rai di Napoli.
Il format è stato esportato anche in Turchia con il nome di Kelime Zinciri, in onda dal 2012 su Samanyolu TV condotto da Kâmil Güler e successivamente anche negli Stati Uniti, con il nome Chain Reaction in onda dal 2006 su GSN presentato da Dylan Lane. Dal 1995 al 2001 il programma è in onda anche in Indonesia, mentre dal 1988 al 1993 è stato acquistato anche nel Regno Unito con il nome Lucky Ludders e condotto da Lennie Bennett. Qualche mese dopo la trasmissione è sbarcata anche in Francia. Nel 1986, il format del programma è sbarcato anche in Canada, presentato da Blake Emmons, ma sostituito poco dopo da Geoff Edwards e Rod Charlebois (quest'ultimo richiesto dalla legge canadese, poiché il programma è stato registrato al CFCF; Emmons, canadese, ha rispettato le normative locali sulle trasmissioni, ma Charlebois è stato aggiunto perché Edwards, cittadino statunitense, non ha rispettato le normative). Dal 2022, il format del programma è sbarcato anche in Spagna su Telecinco, col nome Reacción en cadena, condotto da Ion Aramendi, e con le musiche di Pirazzoli tra cui la prima versione di Ghiagandé.

## Puntate speciali

### Puntate speciali in prima serata
| Messa in onda     | Titolo                                  | Descrizione | Concorrenti VIP                                         | Concorrenti VIP | Ospiti                                                    | Ascolti        | Ascolti |
| Messa in onda     | Titolo                                  | Descrizione | Concorrenti VIP                                         | Concorrenti VIP | Ospiti                                                    | Telespettatori | Share   |
| ----------------- | --------------------------------------- | --- | ------------------------------------------------------- | --- | --------------------------------------------------------- | -------------- | ------- |
| 20 settembre 2015 | Reazione a catena Extra                 | Puntata speciale in onda in prima serata condotta da Amadeus dove si scontrano le quattro migliori squadre delle passate edizioni del programma. La puntata viene vinta dalle Intese a Distanza. | –                                                       | – | –                                                         | 4 299 000      | 18,30%  |
| 31 agosto 2016    | Reazione a catena di sera (1ª edizione) | Puntate speciali in onda in prima serata condotte da Amadeus, in due edizioni (2016 e 2017) di 3 puntate l'una, dove si scontrano le migliori squadre del programma, aiutate da concorrenti VIP. | I Tiri in Ballo (Massimo Lopez, Roberta Capua)          | Italia 90 (Elisabetta Gregoraci, Fabrizio Frizzi)                                                                    | Giancarlo Magalli, Francesco Sabatini                     | 3 497 000      | 18,10%  |
| 2 settembre 2016  | Reazione a catena di sera (1ª edizione) | Puntate speciali in onda in prima serata condotte da Amadeus, in due edizioni (2016 e 2017) di 3 puntate l'una, dove si scontrano le migliori squadre del programma, aiutate da concorrenti VIP. | Le Cocche di Nonna (Nino Frassica, Renato Pozzetto)     | I Cicloni (Tosca D'Aquino, Caterina Balivo)                                                                          | Giancarlo Magalli, Francesco Sabatini                     | 3 034 000      | 16,80%  |
| 9 settembre 2016  | Reazione a catena di sera (1ª edizione) | Puntate speciali in onda in prima serata condotte da Amadeus, in due edizioni (2016 e 2017) di 3 puntate l'una, dove si scontrano le migliori squadre del programma, aiutate da concorrenti VIP. | Le Cocche di Nonna (Lorella Cuccarini, Fabio Testi)     | Le Intese a Distanza (Paolo Conticini, Gigi Marzullo)                                                                | Giancarlo Magalli, Francesco Sabatini                     | 3 176 000      | 16,40%  |
| 7 agosto 2017     | Reazione a catena di sera (2ª edizione) | Puntate speciali in onda in prima serata condotte da Amadeus, in due edizioni (2016 e 2017) di 3 puntate l'una, dove si scontrano le migliori squadre del programma, aiutate da concorrenti VIP. | I Tre di Denari (Lorella Cuccarini, Teo Teocoli)        | I Parenti Stretti (Francesco Paolantoni, Francesca Fialdini)                                                         | Marco Marzocca, nei panni del domestico Ariel, Vera Gheno | 3 083 000      | 19,10%  |
| 14 agosto 2017    | Reazione a catena di sera (2ª edizione) | Puntate speciali in onda in prima serata condotte da Amadeus, in due edizioni (2016 e 2017) di 3 puntate l'una, dove si scontrano le migliori squadre del programma, aiutate da concorrenti VIP. | I Parenti Stretti (Gloria Guida, Sergio Friscia)        | Le Intese a Distanza (Barbara De Rossi, Francesco Pannofino)                                                         | Marco Marzocca, nei panni del domestico Ariel, Vera Gheno | 2 707 000      | 19,00%  |
| 21 agosto 2017    | Reazione a catena di sera (2ª edizione) | Puntate speciali in onda in prima serata condotte da Amadeus, in due edizioni (2016 e 2017) di 3 puntate l'una, dove si scontrano le migliori squadre del programma, aiutate da concorrenti VIP. | I Tre di Denari (Valeria Marini, Pippo Franco)          | I Parenti Stretti (Bianca Guaccero, Sergio Assisi)                                                                   | Marco Marzocca, nei panni del domestico Ariel, Vera Gheno | 2 973 000      | 17,20%  |
| 30 settembre 2023 | Tutti giocano a Reazione a catena       | Puntate speciali in onda in prima serata, entrambe di sabato, condotte da Marco Liorni, con concorrenti VIP insieme ai loro parenti.                                                             | I Canzonissimi (Iva Zanicchi, I Cugini di campagna)     | I Sei sul Set (Paolo Conticini, Eleonora Giorgi, Paolo Ciavarro, Clizia Incorvaia)                                   | Donatella Rettore                                         | 2 162 000      | 15,20%  |
| 7 ottobre 2023    | Tutti giocano a Reazione a catena       | Puntate speciali in onda in prima serata, entrambe di sabato, condotte da Marco Liorni, con concorrenti VIP insieme ai loro parenti.                                                             | Le Racchette Stellari (Valeria Marini, Adriano Panatta) | I Buona la Prima (Roberto Farnesi, Alessandro Tersigni, Pietro Genuardi, Rossella Izzo, Fiammetta Izzo, Simona Izzo) | Alex Britti, Francesca Manzini                            | 2 008 000      | 13,90%  |

### Reazione a catena - La sfida dei campioni

#### Prima edizione (2019)
Dal 20 al 24 settembre 2019 vanno in onda su Rai 1 cinque puntate speciali conclusive dell'edizione di quell'anno dal titolo Reazione a catena - La sfida dei campioni, condotte da Marco Liorni, dove si sfidano le quattro squadre migliori del 2019: i Bla Bla, i Tre Forcellini, i Perché No e i Sali e Scendi; la squadra migliore può sfidare, nell'ultima puntata del 24 settembre, i Tre di Denari. Le puntate vengono realizzate nello Studio 2 del Centro di produzione Rai di Napoli. L'edizione viene vinta dai Tre di Denari.

#### Seconda edizione (2021)
Dal 7 al 14 giugno 2021 vanno in onda su Rai 1 sette puntate speciali dal titolo Reazione a catena - La sfida dei campioni, sempre condotte da Marco Liorni, dove vi si sfidano le migliori squadre del 2019 e del 2020. Le squadre in questione sono: i Bla Bla, gli Scioglilingua, i Tre Forcellini, i Sarà Sarà, i Ritentacoli, i Tre alla Seconda, le Regine di Fiori e gli Amici al Var. L'edizione viene vinta dai Tre alla Seconda.

#### Terza edizione (2022)
Dal 24 al 30 ottobre 2022 vanno in onda su Rai 1 sette puntate speciali conclusive dell'edizione di quell'anno dal titolo Reazione a catena - La sfida dei campioni, sempre con la conduzione di Marco Liorni, dove vi si sfidano le migliori squadre del 2022. Le squadre in questione sono: i Tre Gemelli, gli Affiatati, i Dammi il La, i Monelli, le Spartane, le Tre e un Quarto, le Pizze a Pezzi e i Tre allo Spiedo. L'edizione viene vinta dalle Tre e un Quarto.

#### Quarta edizione (2023-2024)
Dal 25 dicembre 2023 al 1º gennaio 2024 vanno in onda su Rai 1 otto puntate speciali conclusive dell'edizione di quell'anno dal titolo Reazione a catena - La sfida dei campioni, sempre con la conduzione di Marco Liorni, dove vi si sfidano le migliori squadre del 2023. Le squadre in questione sono: le Ciao Coach, i Tieni il Tempo, i Dai e Dai, le Tre e Lode, le Amichette, le Amiche in Onda, gli Ultravioletta, i Gessetti e i Tre Puntini. L'edizione viene vinta dai Dai e Dai.

#### Quinta edizione (2024)
Dal 25 ottobre al 2 novembre 2024 vanno in onda su Rai 1 sette puntate speciali conclusive dell'edizione di quell'anno dal titolo Reazione a catena - La sfida dei campioni, condotte da Pino Insegno, affiancato da Marco Liorni nella puntata del 27 ottobre, dove vi si sfidano le migliori squadre del 2023 e del 2024. Le migliori squadre del 2023 sono: i Tre Puntini, gli Ultravioletta, le Amiche in Onda, le Amichette e i Dai e Dai; mentre le migliori squadre del 2024 sono: i Meno Tre, le Blondie, le Senza Ghiaccio, le Polposition e le Volta Pagina. L'edizione viene vinta dai Dai e Dai.

### Reazione a catena Rewind
Il 12 luglio 2017, dalle ore 19:25 alle ore 19:55, va in onda su Rai 1 una puntata di Reazione a catena più corta a causa di un cambio di palinsesto dal titolo Reazione a catena Rewind, con la conduzione di Amadeus.

### Reazione a catena Le Fuori Serie
Il 10, l'11, il 17 e il 18 agosto 2019 sono andate in onda su Rai 1 delle puntate di Reazione a catena saltate in precedenza per varie motivazioni, in versione Le Fuori Serie, sempre con la conduzione di Marco Liorni.

### Reazione a catena Raddoppia
Il 15 settembre 2019, dalle ore 17:35 alle ore 19:55, va in onda su Rai 1 un doppio appuntamento di Reazione a catena dal titolo Reazione a catena Raddoppia, sempre con la conduzione di Marco Liorni, in attesa della partenza del programma di Francesca Fialdini Da noi... a ruota libera.

### Reazione a catena Mix
Il 26 settembre 2022, dalle ore 17:05 alle ore 19:55, va in onda su Rai 1 un doppio appuntamento di Reazione a catena dal titolo Reazione a catena Mix, sempre con la conduzione di Marco Liorni, che sostituisce il programma di Alberto Matano La vita in diretta (che non è andato in onda a causa di uno sciopero dei tecnici della Rai).

## Altri media e curiosità
- Durante le edizioni condotte da Pino Insegno, dal 2010 al 2013, fu edito il gioco in scatola della trasmissione da parte di Clementoni. Esso venne nuovamente commercializzato nel 2019, anno di approdo della conduzione di Marco Liorni, da parte di Ravensburger.
- Dal 2014 al 2016 era stata resa disponibile l'app ufficiale di Reazione a catena per App Store, Google Play e Windows Store.
- Dal periodo estivo del 2015 è disponibile il settimanale ufficiale di Reazione a catena (solamente nel 2015 è stato disponibile anche nel periodo invernale).
- Nel 2017 e nel 2018 fu disponibile nelle librerie il libro di Reazione a catena.
- Nel 2024, nel sesto episodio della quattordicesima stagione della fiction Don Matteo, il maresciallo Cecchini (Nino Frassica), il capitano Martini (Eugenio Mastrandrea) e Giulia (Federica Sabatini) partecipano alla trasmissione condotta da Marco Liorni.
- L'8 settembre 2022 la puntata fu interrotta dall'edizione straordinaria del TG1 per annunciare la scomparsa della regina Elisabetta II. Pochi secondi prima, nel gioco dell'Intesa Vincente, il trio "Tre di fiori" (Annamaria, Barbara, Dario) aveva dato come risposta corretta la parola "Repubblica". Questa coincidenza suscitò curiosità, considerato il contesto storico legato alla morte della sovrana britannica.[19]

## Esportazione del format
| Paese       | Titolo                     | Rete televisiva | Periodo di messa in onda | Conduzione                                                |
| ----------- | -------------------------- | --------------- | ------------------------ | --------------------------------------------------------- |
| Italia      | Reazione a catena          | Rai 1           | 2007-in corso            | Pupo, Pino Insegno, Amadeus, Gabriele Corsi, Marco Liorni |
| Spagna      | Reacción en cadena         | Telecinco       | 2022-2025                | Ion Aramendi                                              |
| Argentina   | Reacción en cadena         | El Trece        | 2025                     | Homero Pettinato                                          |
| Turchia     | Kelime Zinciri             | Samanyolu TV    | 2012                     | Kâmil Güler                                               |
| Serbia      | Lančana Reakcija           | TV Košava       | 2006-2007                | Voja Nedeljković                                          |
| Canada      | Action Réaction            | TQS             | 1986-1991                | Pierre Lalonde                                            |
| Canada      | The $40.000 Chain Reaction | GTN             | 1986-1991                | Blake Emmons, Geoff Edwards                               |
| Indonesia   | Kata Berkait               | RCTI            | 1995-2001                | Nico Siahaan, Taufik Savalas                              |
| Stati Uniti | Chain Reaction             | GSN             | 1980-2007, 2021-2022     | Bill Culen, Geoff Edwards, Dylan Lane, Mark Catherwood    |
| Regno Unito | Lucky Ladders              | ITV             | 1988-1993                | Lennie Bennett                                            |